# Pizzi Cannella
Pizzi Cannella (* 20. November 1955 als Piero Pizzicannella in Rocca di Papa) ist ein italienischer Maler.

## Leben
Pizzi Cannella studierte Malerei bei Alberto Ziveri an der Kunstakademie in Rom sowie am philosophischen Institut der Universität La Sapienza.
1984 zog er in ein Atelier in der ehemaligen Cerere Pastafabrik in der Via degli Ausoni in Rom zusammen mit Bruno Ceccobelli und Marco Tirelli. Dort arbeiteten auch Gianni Dessì, Giuseppe Gallo und Nunzio. Zusammen begründeten sie die Nuova Scuola Romana, die Neue Römische Schule. Er lebt in Rom.

## Werk
Pizzi Cannella hat sich von einer frühen naturalistischen Darstellung recht bald abgewendet, ist jedoch nie zur völligen Gegenstandslosigkeit übergegangen. Wenn zu Beginn der 80er Jahre die räumlichen Bezüge noch in Erscheinung treten als Schrank, Kommode oder Schmuckschatulle, so verzichtet er später darauf und lässt seine bevorzugten Motive in einer Art Schwebezustand erscheinen.
Nebst Vasen, Eidechsen, Fächern, trockenen Blumen und Kacheln gehören das Kleid und Schmuckstücke zu den beliebtesten Darstellungsgegenständen, die seit Jahrzehnten Pizzi Cannellas Werke beleben. Wenn ein schwarzes, langes Kleid mit V-Ausschnitt 1983 in Bella Coppia noch von einer verträumt blickenden jungen Dame getragen wird, so erscheint dieses bereits im darauf folgenden Jahr an einem Bügel aufgehängt erst in einem Schrank, dann schwebend. Seitdem tritt das Kleid immer wieder allein oder kombiniert mit anderen Motiven in Erscheinung, wobei immer frei schwebend. Auf jegliche Form der Halterung, wie es der Kleiderbügel noch sein konnte, wird verzichtet. 1985 werden Le perle noch in Schmuckschatullen aufbewahrt dargestellt, danach emanzipieren sich diese und treten verselbständigt wiederholt im Werk Pizzi Cannellas auf.

## Ausstellungen (Auswahl)
- 1977: Galleria la Stanza, Rom
- 1985: Annina Nosei Gallery, New York
- 1987: Galerie Triebold, Basel
- 1991: Museo Civico di Gibellina
- 1993: Galerie Vidal-Saint Phalle, Paris
- 1999: Espace d’Art Contemporain André Malraux, Colmar
- 2003: Centro Internazionale d’Arte Contemporanea, Castello Colonna, Genazzano
- 2004: Hôtel des Arts, Centre Méditerranéen d’Art, Toulon
- 2006: MACRO, Museo d’Arte Contemporanea Roma, Rom
- 2006: Slovak National Gallery, Bratislava[2]
- 2007: Galerie Henze & Ketterer & Triebold, Riehen
- 2011: Fondazione Mudima, Mailand
- 2011: Musée d’Art Moderne de Saint-Etienne, Saint-Priest-en-Jarez
- 2013: Museo Internazionela delle Ceramiche, Faenza
- 2014: Partners & Mucciaccia Gallery, Singapur
- 2014: Galerie Vidal-Saint Phalle, Paris
- 2017: Winterpalast, Eremitage, St. Petersburg[3]

## Werke in öffentlichen Sammlungen
- Bologna, Galleria d’Arte Moderna
- Chicago, Northern Illinois University of Art
- Darmstadt, Museum Mathildenhöhe
- Frankfurt, Kunstverein Frankfurt
- Hannover, Kunstverein Hannover
- Köln, Museum Ludwig
- Modena, Galleria d’Arte Moderna
- New York, New House Centre, Staten Island
- Rom, MACRO, Museo d’Arte Moderna e Contemporanea
- Rom, Palazzo delle Esposizioni
- Tel Aviv, Museum Beer Sheva
- Toulouse, Espace d’art moderne et contemporain
- Wien, Hochschule für angewandte Kunst
- Wien, Museum Moderner Kunst

## Bibliographie
- Pizzi Cannella. Ausst.-Kat. Spedale di Santa Maria della Scala, Siena. Electa, Mailand, 1997
- Pizzi Cannella – Polittici 2001-2002. Gli Ori, Prato, 2003
- Pizzi Cannella. Hrsg. Von Aniello Placido und Diane Blandin. XXI siècle Editions, Paris, 2006
- Pizzi Cannella – Cattedrale. Hrsg. von Danilo Eccher. Museo d’Arte Contemporanea di Roma. Bononia University Press, Bologna, 2006
- Pizzi Cannella – Concerto per pianoforte. Ausst.-Kat. der Galleria Poggiali e Forconi. Florenz, 2006
- Pizzi Cannella – Salon de Musique. Ausst.-Kat. der Galleria Alessandro Bagnai, Florenz, 2006